# KDDI

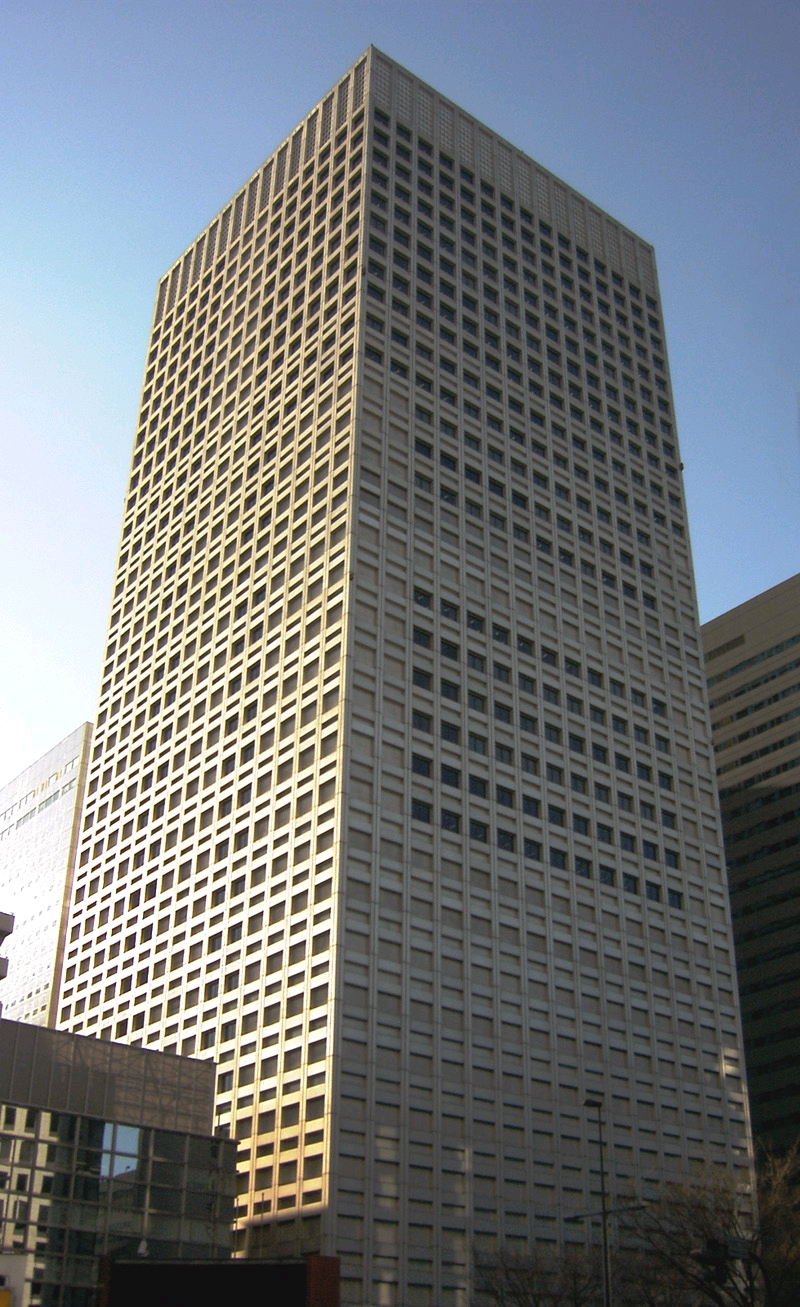
Le siège social de KDDI est situé à KDDI Building à Shinjuku.

KDDI Corporation (TSE : 9433) est un opérateur de télécommunications japonais, créé en octobre 2000 par la fusion à trois de DDI Corp., KDD Corp., et IDO Corp. En 2008, KDDI détenait 28 % des parts de marché du secteur. L'entreprise fait partie des constituants du TOPIX 100.
KDDI vend également des cartes prépayées qui permettent de téléphoner depuis n'importe quel téléphone.
En août 2014, KDDI a annoncé qu'elle s'associait à cinq autres entreprises mondiales, dont Google, pour construire un câble de transmission de données sous-marin de 60 Tbit/s reliant la côte ouest des États-Unis et le Japon. Le câble a été mis en service en juin 2016.